# Biograph
Biograph es un álbum recopilatorio del músico estadounidense Bob Dylan publicado por la compañía discográfica Columbia Records en octubre de 1985. El álbum, publicado en formato de caja recopilatoria, incluye 53 canciones que resumen la carrera musical de Dylan desde su álbum debut en 1962 hasta su álbum de 1981 Shot of Love. 
Biograph incluye rarezas inéditas, sencillos y temas de la discografía de Dylan preferidos por sus seguidores sin orden cronológico y saltando de década en década entre las canciones. De los 53 temas, 22 son inéditos, incluyendo «Lay Down Your Weary Tune», canción que cierra el documental de Martin Scorsese No Direction Home, y «Can You Please Crawl Out Your Window?», incluida en el libro de Nick Hornby 31 Songs.
La caja recopilatoria viene acompañada de un folleto de 42 páginas con fotos inéditas y notas de Cameron Crowe. Alcanzó el puesto 33 en las listas estadounidense Billboard 200 y fue certificado como disco de platino por la RIAA. En agosto de 1997, Legacy Recordings reeditó el álbum comprimiendo los cinco álbumes originales en tres discos compactos. En 2011, el álbum fue remasterizado en formato de libro con tres discos.

## Lista de canciones
Todos los temas escritos y compuestos por Bob Dylan excepto «Baby Let Me Follow You Down», por Gary Davis, Dave Van Ronk y Eric von Schmidt, e «Isis» y «Mozambique», por Dylan y Jacques Levy.
| Cara A |                                |                     |          |  |
| N.º    | Título                         | Publicado en        | Duración |  |
| 1.     | «Lay Lady Lay»                 | Nashville Skyline   | 3:18     |  |
| 2.     | «Baby, Let Me Follow You Down» | Bob Dylan           | 2:34     |  |
| 3.     | «If Not for You»               | New Morning         | 2:42     |  |
| 4.     | «I'll Be Your Baby Tonight»    | John Wesley Harding | 2:38     |  |
| 5.     | «I'll Keep It with Mine»       | Inédita (1965)      | 3:45     |  |

| Cara B |                                        |                               |          |  |
| N.º    | Título                                 | Publicado en                  | Duración |  |
| 1.     | «The Times They Are a-Changin'»        | The Times They Are a-Changin' | 3:13     |  |
| 2.     | «Blowin' in the Wind»                  | The Freewheelin' Bob Dylan    | 2:47     |  |
| 3.     | «Masters of War»                       | The Freewheelin' Bob Dylan    | 4:32     |  |
| 4.     | «The Lonesome Death of Hattie Carroll» | The Times They Are A-Changin' | 5:46     |  |
| 5.     | «Percy's Song»                         | Inédita (1963)                | 7:42     |  |

| Cara C |                                      |                              |          |  |
| N.º    | Título                               | Publicado en                 | Duración |  |
| 1.     | «Mixed-Up Confusion»                 | Sencillo (noviembre de 1962) | 2:28     |  |
| 2.     | «Tombstone Blues»                    | Highway 61 Revisited         | 5:57     |  |
| 3.     | «Groom's Still Waiting at the Altar» | Cara B de «Heart of Mine»    | 4:04     |  |
| 4.     | «Most Likely You Go Your Way»        | Before the Flood             | 3:29     |  |
| 5.     | «Like a Rolling Stone»               | Highway 61 Revisited         | 6:09     |  |
| 6.     | «Jet Pilot»                          | Inédita (1965)               | 0:49     |  |

| Cara D |                                                         |                           |          |  |
| N.º    | Título                                                  | Publicado en              | Duración |  |
| 1.     | «Lay Down Your Weary Tune»                              | Inédita (1963)            | 4:36     |  |
| 2.     | «Subterranean Homesick Blues»                           | Bringing It All Back Home | 2:20     |  |
| 3.     | «I Don't Believe You (She Acts Like We Never Have Met)» | Directo (inédita, 1966)   | 5:18     |  |
| 4.     | «Visions of Johanna»                                    | Directo (inédita, 1966)   | 7:33     |  |
| 5.     | «Every Grain of Sand»                                   | Shot of Love              | 6:15     |  |

| Cara E |                                       |                           |          |  |
| N.º    | Título                                | Publicado en              | Duración |  |
| 1.     | «Quinn the Eskimo (The Mighty Quinn)» | Inédita (1967)            | 2:20     |  |
| 2.     | «Mr. Tambourine Man»                  | Bringing It All Back Home | 5:29     |  |
| 3.     | «Dear Landlord»                       | John Wesley Harding       | 3:16     |  |
| 4.     | «It Ain't Me, Babe»                   | Another Side of Bob Dylan | 3:34     |  |
| 5.     | «You Angel You»                       | Planet Waves              | 2:54     |  |
| 6.     | «Million Dollar Bash»                 | The Basement Tapes        | 2:33     |  |

| Cara F |                                |                            |          |  |
| N.º    | Título                         | Publicado en               | Duración |  |
| 1.     | «To Ramona»                    | Another Side of Bob Dylan  | 3:54     |  |
| 2.     | «You're a Big Girl Now»        | Inédita (Nueva York, 1974) | 4:23     |  |
| 3.     | «Abandoned Love»               | Inédita (1975)             | 4:29     |  |
| 4.     | «Tangled Up in Blue»           | Blood on the Tracks        | 5:45     |  |
| 5.     | «It's All Over Now, Baby Blue» | Inédita (directo, 1966)    | 5:40     |  |

| Cara G |                                         |                               |          |  |
| N.º    | Título                                  | Publicado en                  | Duración |  |
| 1.     | «Can You Please Crawl Out Your Window?» | Sencillo (diciembre de 1965)  | 3:34     |  |
| 2.     | «Positively 4th Street»                 | Sencillo (septiembre de 1965) | 3:54     |  |
| 3.     | «Isis»                                  | Inédita (directo, 1975)       | 5:21     |  |
| 4.     | «Caribbean Wind»                        | Inédita (1981)                | 5:54     |  |
| 5.     | «Up to Me»                              | Inédita (1974)                | 6:18     |  |

| Cara H |                                 |                         |          |  |
| N.º    | Título                          | Publicado en            | Duración |  |
| 1.     | «Baby, I'm in the Mood for You» | Inédita (1962)          | 2:56     |  |
| 2.     | «I Wanna Be Your Lover»         | Inédita (1965)          | 3:27     |  |
| 3.     | «I Want You»                    | Blonde on Blonde        | 3:07     |  |
| 4.     | «Heart of Mine»                 | Inédita (directo, 1981) | 3:43     |  |
| 5.     | «On a Night Like This»          | Planet Waves            | 2:58     |  |
| 6.     | «Just Like a Woman»             | Blonde on Blonde        | 4:55     |  |

| Cara I |                                 |                         |          |  |
| N.º    | Título                          | Publicado en            | Duración |  |
| 1.     | «Romance in Durango»            | Inédita (directo, 1975) | 4:39     |  |
| 2.     | «Señor (Tales of Yankee Power)» | Street Legal            | 5:41     |  |
| 3.     | «Gotta Serve Somebody»          | Slow Train Coming       | 5:25     |  |
| 4.     | «I Believe in You»              | Slow Train Coming       | 5:10     |  |
| 5.     | «Time Passes Slowly»            | New Morning             | 2:36     |  |

| Cara J |                             |                                  |          |  |
| N.º    | Título                      | Publicado en                     | Duración |  |
| 1.     | «I Shall Be Released»       | Bob Dylan's Greatest Hits Vol. 2 | 3:04     |  |
| 2.     | «Knockin' on Heaven's Door» | Pat Garrett & Billy the Kid      | 2:30     |  |
| 3.     | «All Along the Watchtower»  | Before the Flood                 | 3:04     |  |
| 4.     | «Solid Rock»                | Saved                            | 3:58     |  |
| 5.     | «Forever Young»             | Inédita (demo, 1973)             | 2:02     |  |

## Posición en listas
| País           | Lista                   | Posición |
| -------------- | ----------------------- | -------- |
| Estados Unidos | Billboard 200           | 33       |
| Noruega        | VG-lista Top 40 Albums  | 29       |
| Nueva Zelanda  | New Zealand Music Chart | 8        |